# Ziyaaraiffushi (Kaafu)
Pour les articles homonymes, voir Ziyaaraiffushi.
Ziyaaraiffushi est une petite île inhabitée des Maldives. Elle constitue une des îles-hôtel des Maldives en accueillant le Summer Island Maldives Hotel.

## Géographie
Ziyaaraiffushi est située dans le centre des Maldives, dans le Nord-Ouest de l'atoll Malé Nord, dans la subdivision de Kaafu